# كهف مجلس الجن

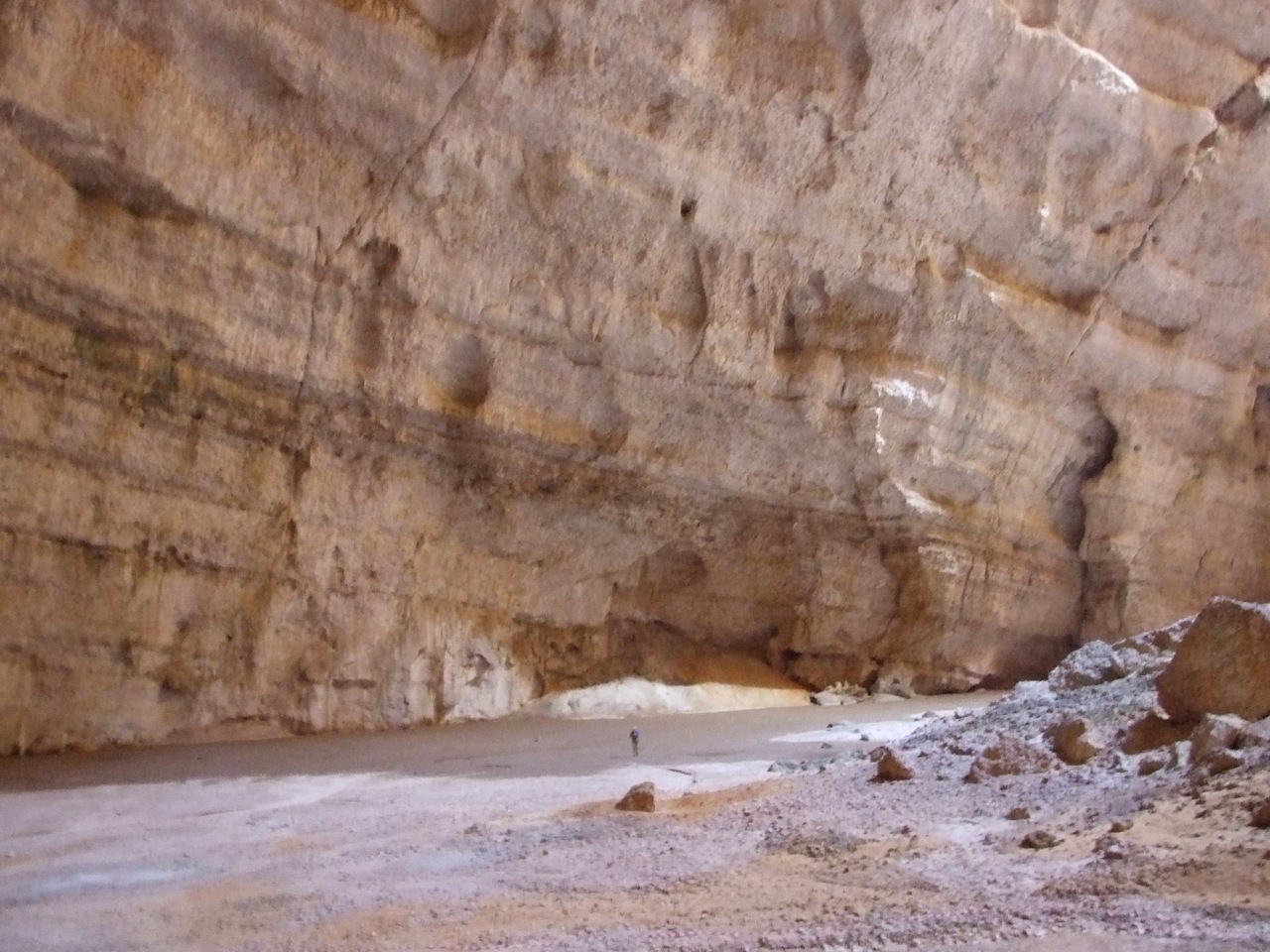
أرضية غرفة الكهف الرئيسية.

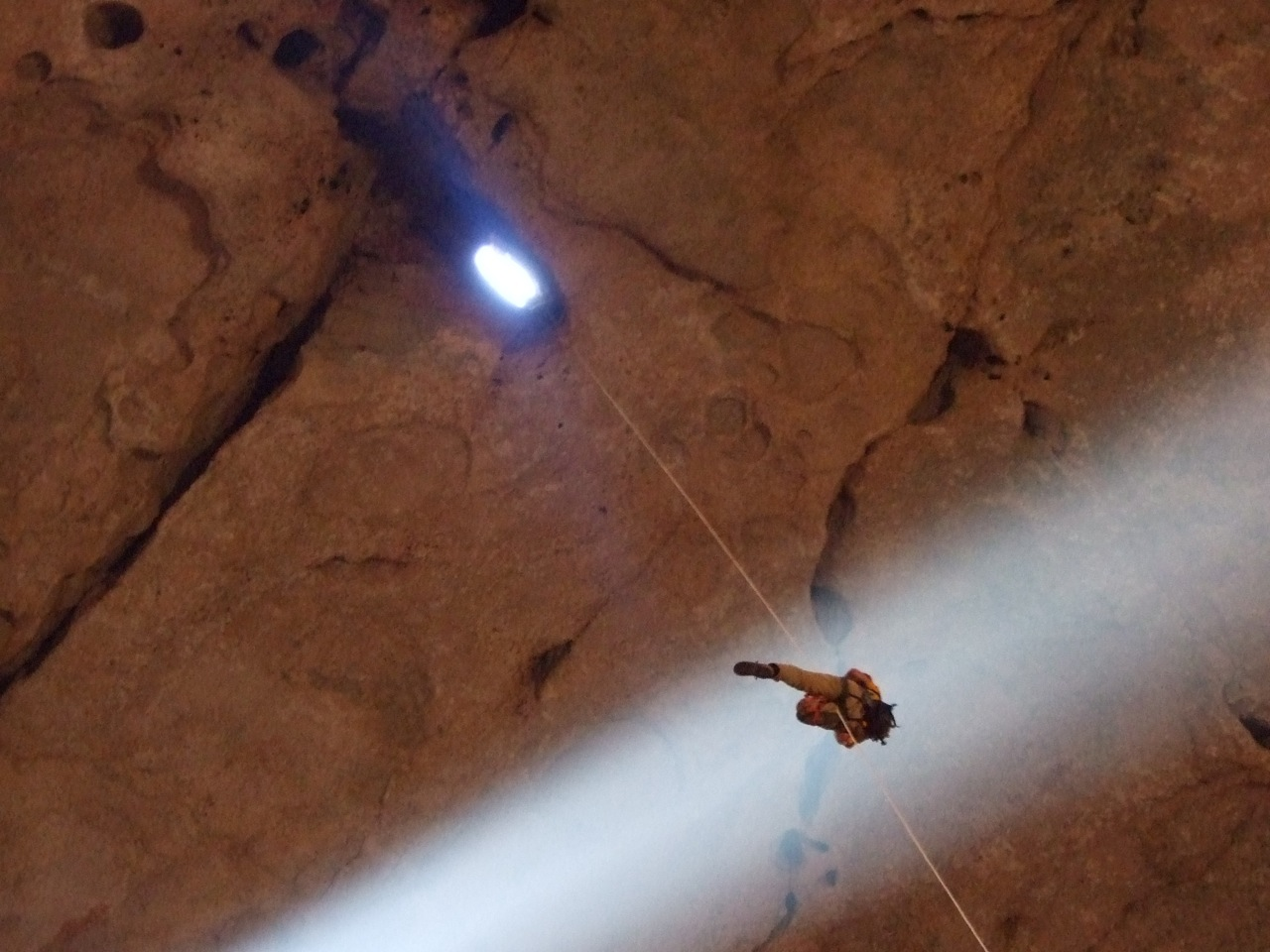
الصعود والهبوط بالحبل.

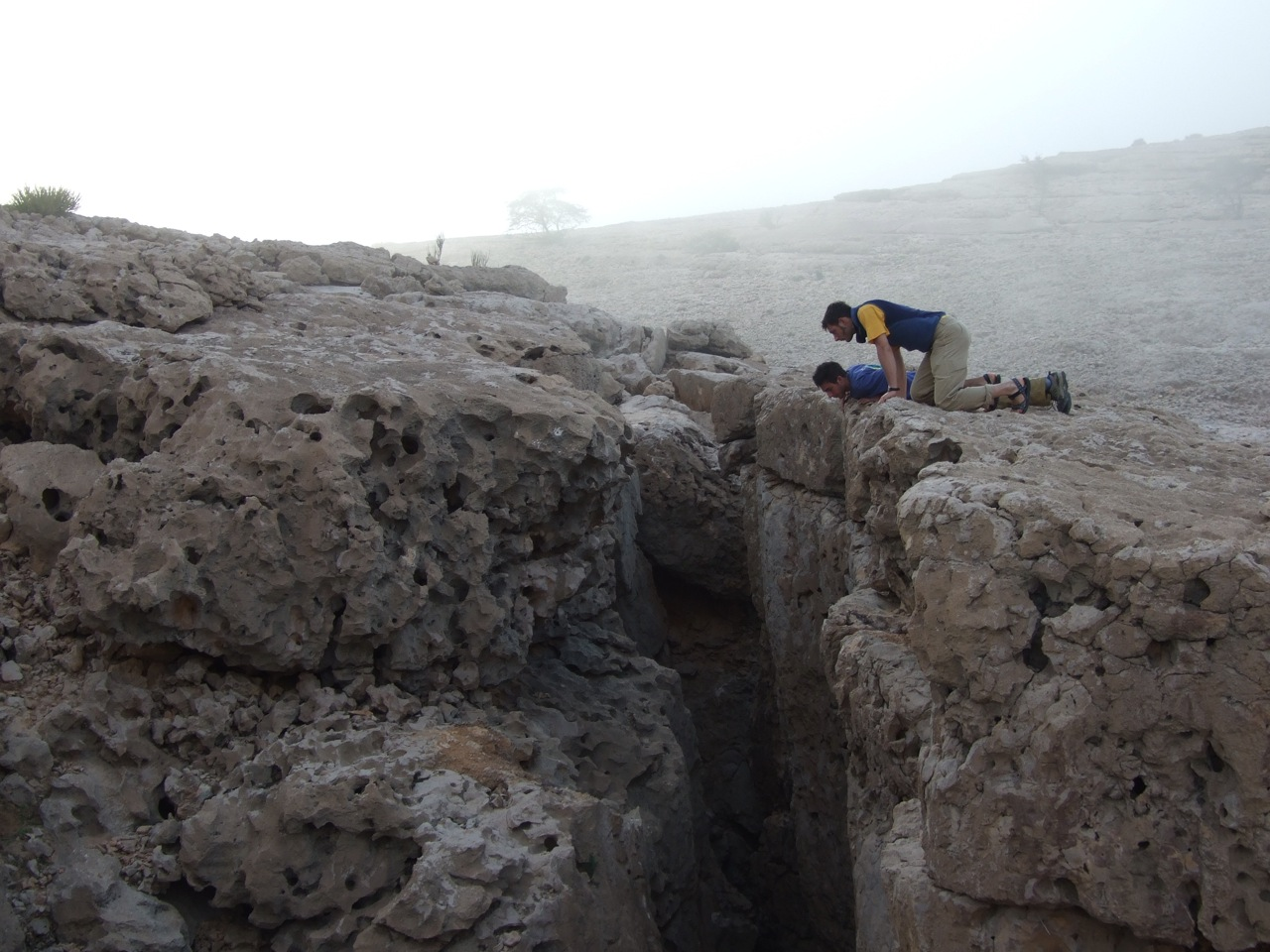
النظر من إحدى الفتحات الخارجية.

كهف مجلس الجن ثاني أضخم كهفٍ في العالم. يقع في محافظة مسقط - ولاية قريات في سلطنة عمان، ضمن منطقة فنس (هضبة سلمى) تبلغ مسافة الطريق من الشارع العام إلى قريات صور (18 كم).
تبلغ مساحة أرضية الكهف 61 ألف م2،
 وسعته 4 ملايين م3، أما طوله فيصل إلى 310 أمتار وعرضه 225 متراً، وهو على هيئة قبةٍ ارتفاعها عند الذروة وإلى أعلى نحو فتحة الكهف 120 متراً. ورغم ضخامة حجمه إلا أن من الصعب اكتشافه من خارجٍ في هذه المساحة الشاسعة، وكل ما يدل على وجوده من الخارج مجرد فتحاتٍ خمسٍ تبدو غير ذات أهمية للناظر إليها من أحد جوانبه.
يقع كهف «مجلس الجن» عند الحد الشمالي من هضبة (سلمى) بالقرب من قرية فنس بولاية قريات في محافظة مسقط والواقعة على الطريق الذي يربطها ونيابة طيوي التابعة لولاية صور في محافظة جنوب الشرقية.
اكتشف كهف «مجلس الجن» لأول مرةٍ صدفةً أثناء البحث عن الصخور الكربونية بغية اكتشاف احتياطيات مائية جوفية عميقة، وأول من هبط إلى داخل الكهف أحد خبراء التنقيب وهو (دون ديفيسون) في عام 1983م وذلك عبر الفتحة التي يبلغ عمقها 120 متراً وهي أقل الفتحات ارتفاعاً بين الفتحات الثلاث، ثم قامت زوجته (شيريل جونز) في العام التالي 1984م لتهبط من أعمق فتحة (عمقها 158 متراً). ثم جاء (دون جونز) بعد ذلك ليهبط من الفتحة الثالثة في عام 1985م.
يتطلب الوصول إلى فتحة الكهف جهداً كبيراً حيث يتوجب قطع مسافة 1,300 متر من الدروب الجبلية الوعرة تستغرق حوالي خمس ساعات تقريباً، كما لا يمكن النزول داخل الكهف إلا بالحبال. وقد قدّر الجيولوجيون عمر (كهف سلمى) -كما يسميه البعض نسبةً إلى المنطقة الواقع فيها- بخمسين مليون سنة ويعد مستودع كنوز للحياة الطبيعية.
وتعمل وزارة السياحة حالياً على وضع آلية لتسهيل وصول السياح إلى الغرفة الكهفية والاستمتاع بمشاهدة التشكيلات الجيولوجية والحياة الفطرية داخل فضاء الكهف، وذلك من خلال تمهيد مسار خاص للجولة السياحية داخله. في جبال عمان معلم فريد، ولو أنّه لايحظى بالكثير من الشهرة. هو كهف بفتحات ثلاث يطلق عليه اسم «مجلس الجن»
كانت على جدرانه تُشاهد خيالات تتحرّك وتنتقل. ثمة من سمع أصواتاً تأتي من صوبه، وقيل إنّ «من دخل إلى جوفه لايعود»، وقيل أيضاً إنّ «المغيّبين في أعماقه مُحتجزون». كثيرة الحكايات التي نسجتها المخيلة الشعبية العُمانية حول «كهف مجلس الجن»، وكلّها تحاول تفسير معلم غريب في تكوينه الجيولوجي.
تقول إحدى الحكايات الشعبية إنّ امرأة صالحة تدعى سلمى، كانت تأكل من قوت يومها، وترعى خرافها، وحين غفلت عنهن، أكلهنَّ «النمرُ العربي»، فغضبت، ودعتِ الله  أن ينتقم من الجاني، فأرسلت السماء سبعة نيازك أدت إلى تكوّن الفتحات في جدرانه. قيل إنّ عدد النيازك توافق وعدد الخراف، فسميت تلك الهضبة بهضبة سلمى، وأطلق على الكهف «مجلس الجن»، وسمي أيضاً «كهف سلمى».
الضوء النافذ من فتحات الكهف الثلاث -وما تحدثهُ من أشكالٍ وخيالاتٍ متحركة- أطلقت العنان للمخيلة حول وجود قوىً خفيةٍ. ذهب الاعتقاد إلى أن نفراً من الجنّ يجتمعون داخل التجويف، فقيل إنه «كهف مجلس الجن»، بيد أنّ الكشوفات العلمية حول تكوين الجيولوجي للكهف بددت الاعتقادات من دون أن تنزع عن ذلك المكان سحره وألقه الذي تفرّد به.
لهذا الكهف الذي يقع في ولاية قريات (تبعد 100 كيلومتر من العاصمة مسقط) غرابة في تكوينه، فمدخله يبدأ من السقف، وليس عبر واجهة أمامية كما العادة، لذا فالنزول إلى قاعه يكون عبر الحبال، أو من خلال القفز المظلي. ولاينصح بالمخاطرة إلا إذا كان المغامر رياضياً محترفاً معتاداً على المجازفة، كما كان الحال مع «قاهر الخوف» الرياضي النمساوي فيليكس باومغارتنر الذي امتهن القفز بالمظلة، وأدّى قفزة ناجحة وجريئة للمرة الأولى في كهف «مجلس الجن» عام 2007. قال بعدها فرحاً: «هو شعور رائع، قد يظن البعض أنني مجنون، لكنني شخص يحدد لنفسه أهدافاً لم يسبقه إليها أحد».
بعدما اجتاز «باومغارتنر» مهمته في القفز بنجاح جاء بعده اثنان من متسلقي الجبال، وقرّرا خوض تجربةٍ هي الأولى من نوعها وتتمثل في تسلق جدران الكهف. المغامران هما الألماني ستيفان غلوفاكش والأميركي كيرس شارما. وبالفعل نجحا في مهمتهما بعدما اجتازا جدران الكهف الداخلية عبر 12 مرحلة.
شكل الكهف رعباً في بداية اكتشافه قبل أن يتطوع أحد العاملين في مشروع البحث عن المياه الجوفية -وهو دون ديفيسون- عام 1983 للنزول إليه من خلال إحدى فتحاته التي يبلغ عمقها 120 متراً. وبعده بعام نزلت زوجته شيريل جونز لكن من الفتحة الأعمق ذات الارتفاع 158 متراً والتي سميت باسمها.
الكهف واسع جداً بحيث يمكن استيعاب عشر طائرات جامبو على أرضه بسهولة. كما أنّ ارتفاعه يسمح بوقوف أربع من هذه الطائرات فوق بعضها بعضاً لتصل إلى سقفه. ويقدّر بعض الخبراء سعة الكهف بـ12 طائرة بوينغ 747 أو ما يصل إلى 1600 حافلة سياحية..
وبترجمة هذه المحاكاة بوحدات القياس الدقيقة، فإنّ مساحة أرضية الكهف تبلغ 61 ألف متر مربع، وسعته 4 ملايين متر مكعب. أما طوله فيصل إلى 310 أمتار وعرضه 225 متراً. وبالرغم من ضخامة حجم كهف «مجلس الجن»، إلا أنّ من الصعب اكتشاف الكهف من الخارج نظراً للتصدعات والأخاديد في الجبل. وكلّ ما يدل على وجوده من الخارج ثلاث فتحات تبدو غير ذات أهمية للناظر.
يتميّز كهف «مجلس الجنّ» بجمالياته الفريدة من البلورات والمنحوتات الجيرية والحياة الفطرية التي تؤهله لأن يكون مزاراً سياحياً وعلمياً واعداً، وهو ما تبنته وزارة السياحةِ العمانيةِ بالفعل من خلال عملها الدؤوب على دراسة الخصائص الطبيعية والعلمية للكهف والجدوى الاقتصادية لتطويره واستقطاب الخبراء المتخصصين في هذا الشأن، وتهدف من وراء ذلك إلى تتويج هذه الجهود مستقبلاً في تهيئة الكهف ليكون معلماً سياحياً متاحاً لجميع فئات السياح، وليس حكراً على المتخصصين في استكشاف الكهوف، أو الرياضيين الباحثين عن المغامرات، كما الحال اليوم.